# Melle, Oost-Vlaanderen
Melle là một đô thị ở tỉnh Oost-Vlaanderen, Bỉ. Đô thị này bao gồm các làng Gontrode và Melle proper. Tại thời điểm ngày 1 tháng 1 năm  2011 Melle có tổng dân số 10.873 người. Tổng diện tích là 15.21 km² với mật độ dân số là 715 người trên mỗi km².
Melle gồm 3 khu vực dân cư: Melle-Centre, Melle-Vogelhoek and Gontrode (sáp nhập năm 1976).